# Quiosco de la Luz
El Quiosco de la Luz es un Folly situado en Bogotá, Colombia. Construido por Simón Mendoza y donado por la industria de Cementos Samper en la celebración del centenario de la Independencia de Colombia desde 1909. A mediados del siglo XX, los bogotanos empezaron a referirse a él como el "Quiosco Samper" y la tradición optó por llamarlo de esa forma. Es una copia del Belvedere ubicado en la finca Petit Trianon que mandó a construir María Antonieta, esposa de Luis XVI, en los jardines del Palacio de Versalles, al suroccidente de París.
El Quiosco de la Luz se construyó para albergar parte de la exposición tecnológica con la que se celebró la independencia del 20 de julio de 1810. El Quiosco es una planta octogonal de un solo piso y entradas por sus cuatro costados, también sobresalen los grabados en las paredes que representan las cuatro estaciones. Está situado en el Parque de la Independencia.
Más que una replica parisina, la pieza adquiere mayor importancia al ser la primera que se construía en concreto en Colombia, también es símbolo de la llegada de la luz eléctrica a la ciudad y del desarrollo de esta. Su diseño llegó a ser funcional por mucho tiempo al albergar una planta eléctrica que iluminó la Plaza de Bolívar, el Parque Santander y el recién parque donde aún se ubica, del Quiosco de la Luz salió el cable madre de esta gran iluminación, pero actualmente su uso es solo estético.
Además de ser también la primera vez que los ciudadanos del país se sentaron a pensar qué iban a mostrar de su sociedad y para ellos qué era una Nación. Hoy día es el único recuerdo físico de la celebración del primer centenario de la independencia de este país.

## Historia
Esta obra arquitectónica nació para el centenario de la independencia del país en 1910 y para la primera exposición industrial y comercial en Colombia. El edificio original probablemente no tenía pintura para promocionar el material del que estaba hecho y su puerta era color madera. Fue donado por los hermanos Samper Brush quienes desde 1895 poseían el derecho de abastecer de energía eléctrica a la capital, quienes también querían demostrar que con cemento nacional se podía levantar una estructura para esta celebración. El edificio fue construido por con un estilo Belvedere para mostrarlo como una estructura con vista y ubicación privilegiada en un campo abierto.
Para esta exposición se conformaron varios pabellones donde se instalaron exhibiciones de industria, Bellas Artes, máquinas, el egipcio, japonés y de la música. Pero luego serían demolidos en el año de 1957 por construir la Calle 26. El complejo en total tenía una capacidad para 40.000 personas y aunque la feria fue muy concurrida la gente quedó con una sensación de que esta no expuso la totalidad de la industria nacional ya que muchas Regiones de Colombia no asistieron y las muestras de varios sectores como la agricultura fue mínima.
De estas obras solo sobrevivió este quiosco, que sería bautizado así porque en su interior la Empresa de Energía de Bogotá instaló la ya mencionada planta.
Primeramente fue expendio de flores en 1914 y biblioteca infantil luego en 1938. A finales de los años 1960 fue una galería.
Después de varios años de abandono, en 1979 sería entregado al Museo de Arte Moderno de Bogotá, el cual lo utilizó como Centro Satélite y taller de pintura infantil.
Luego en 1993, La Asociación de guías de turismo de Colombia, lo uso como Centro de divulgación turística para beneficio de la comunidad.
Entre tantas funciones que tuvo, también se sabe que fue el edificio de la administración del parque. Debido a las modificaciones que ha sufrido el parque, la base original del quiosco ha desaparecido y hoy se encuentra hundido. 
Actualmente, funciona como punto de información turística, donde residentes, turistas nacionales y extranjeros pueden recibir la actualidad de eventos y la amplia oferta turística que ofrece la ciudad.  

## Galería

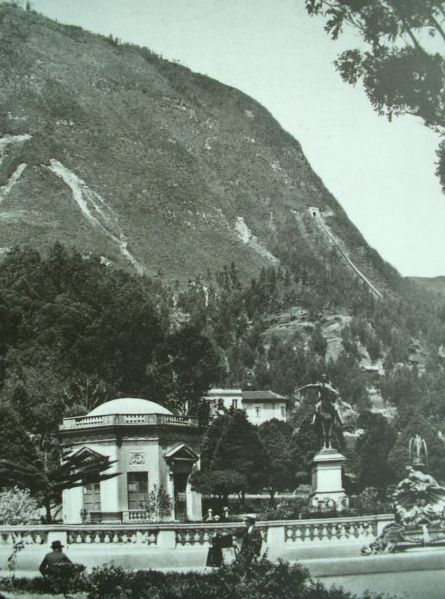
En los años 1920
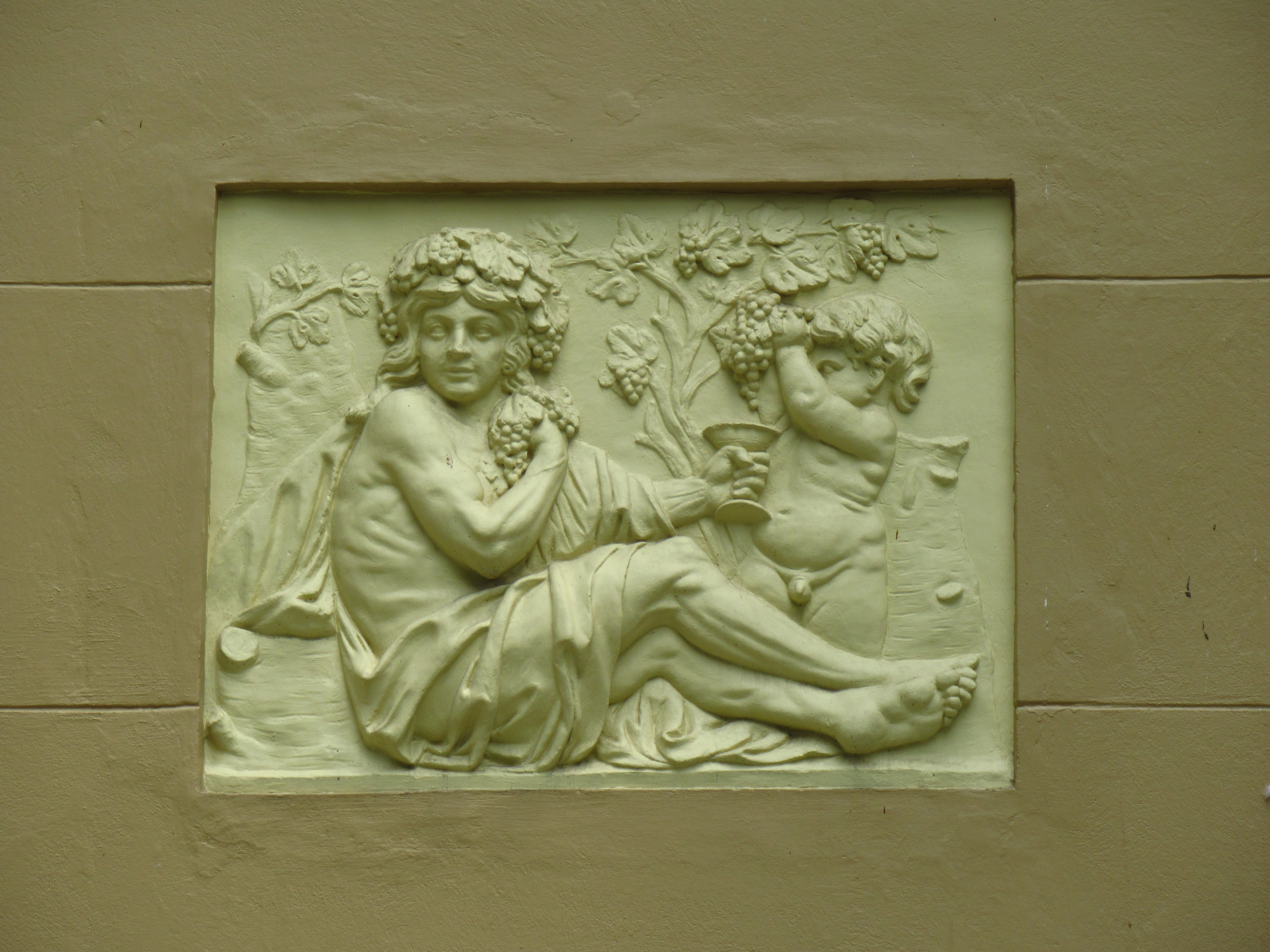
Relieve de Dioniso
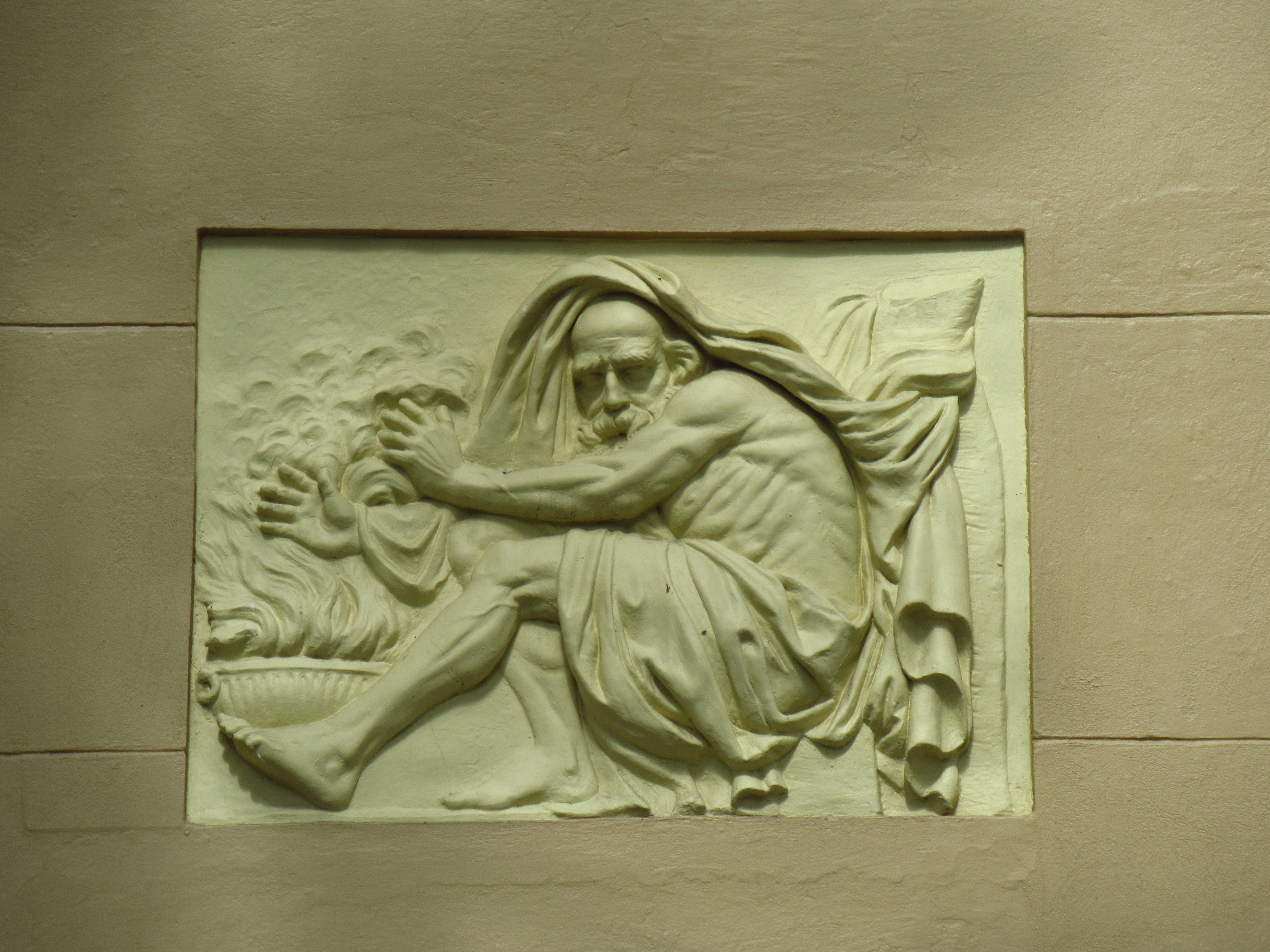
Relieve de Saturno
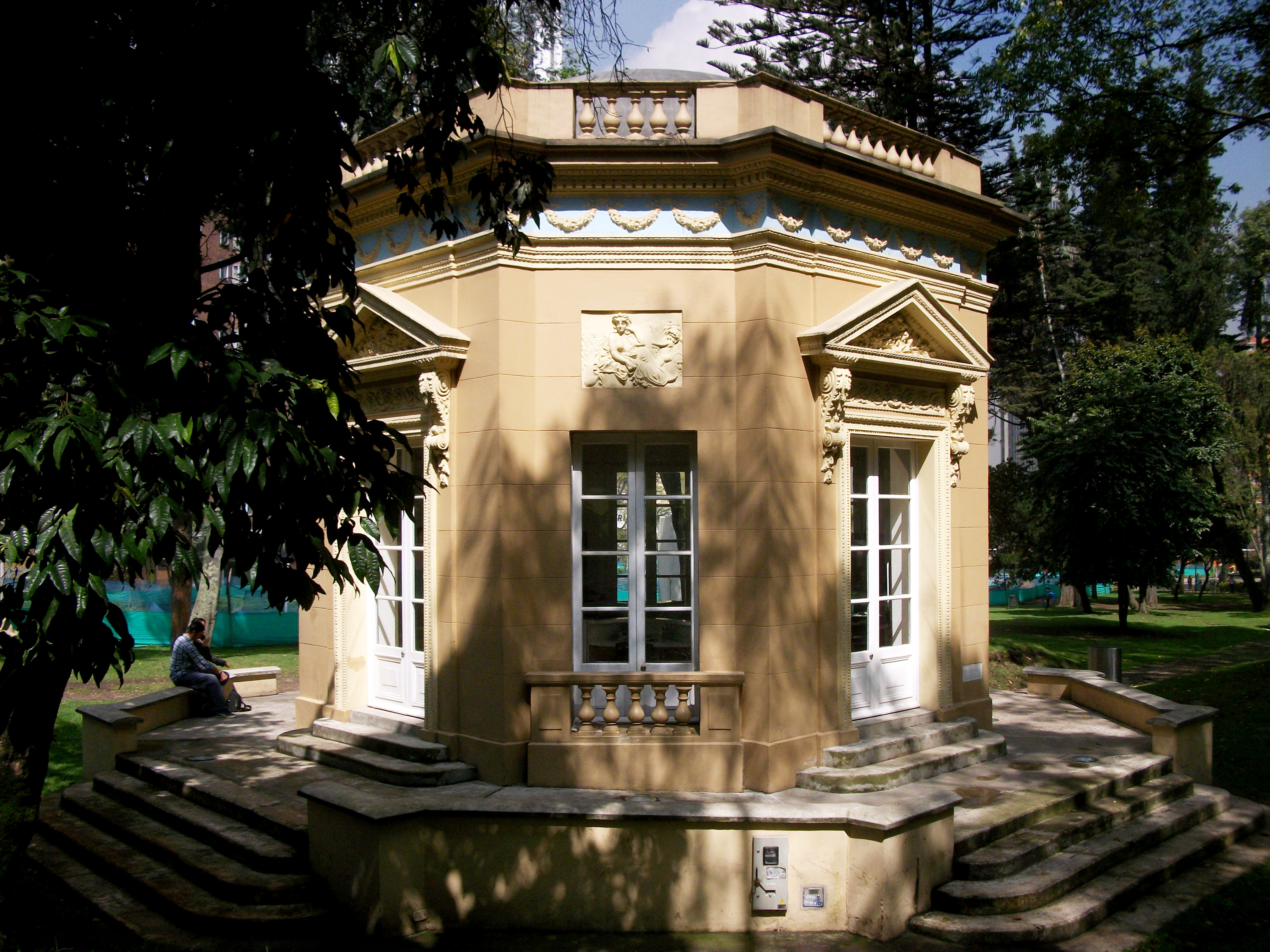
Costado oriental